# Chaetophthalmus formosioides
Chaetophthalmus formosioides är en tvåvingeart som beskrevs av Cantrell 1985. Chaetophthalmus formosioides ingår i släktet Chaetophthalmus och familjen parasitflugor. Inga underarter finns listade i Catalogue of Life.